# Bittium submammillatum
Bittium submammillatum is een slakkensoort uit de familie van de Cerithiidae. De wetenschappelijke naam van de soort is voor het eerst geldig gepubliceerd in 1861 door Gould als Cerithium submammillatum.